# 롤러스케이트
롤러스케이트(영어: roller skates 또는 quad skates)는 롤러스케이팅을 할 수 있는 신발이다. 보통, 바퀴가 2열로 배치되어 있으며, 바퀴가 일렬로 배치된 인라인 스케이트보다는 중심을 잡기 수월하다.

## 같이 보기
- 인라인 스케이트
- 롤러블레이드
- 롤러스케이팅